# ارشدیت آگناتیک

نمودار ارشدیت آگناتیک :

ارشدیت آگناتیک (انگلیسی: Agnatic seniority)، یک اصل پدرتباری از ارث است که در آن حق جانشینی به تاج و تخت، برادر کوچکتر پادشاه را بر پسران خود پادشاه ترجیح می‌دهد. فرزندان یک پادشاه (نسل بعدی) تنها زمانی موفق می‌شوند که پسران نسل بزرگتر تمام شده باشند. ارشدیت آگناتیک زنان دودمان و فرزندان آنها را از جانشینی مستثنی می‌کند. کنتراست آن، حق اولویت نخستین فرزند   است، موقعیتی که پسران پادشاه به ترتیب بالاتر از برادرانش ایستاده‌اند. 